# Act II Tour
Tournées par Prince
Act I Tour
(1993) Interactive Tour
(1994)
Act II Tour est une tournée du chanteur Prince qui a eu lieu en 1993. Elle fait suite à sa tournée Act I Tour, dont elle est la deuxième partie, l'une faisant le tour des États-Unis, l'autre le tour de l'Europe. Cette tournée accompagne la sortie de l'album Love Symbol.

## Histoire
À la suite de la tournée "Act I" donnée aux États-Unis, Prince enchaine en Europe avec "Act II" durant l'été 1993. Mais beaucoup d'événements se sont déroulés entre ces deux shows: Prince a annoncé son retrait de l'industrie du disque, et Warner commençait à promouvoir la compilation "The Hits / The B-Sides" prévue pour le mois de septembre. 
De ce fait, le set théâtral de la tournée "Act I" basé sur l'album "Symbol" a été en grande partie supprimé et un grand nombre de hits ont été ajoutés à la place. D'un point de vue plus général, le show est très dépouillé et rejoint de ce point de vue la tournée "Nude Tour" de l'été 90. Tout est concentré sur Prince et Mayte qui s'amuse ensemble, et le décor est minimal. Les Game Boyz, à la suite d'un différend avec Prince, ne participeront pas à cette tournée bien qu'ils feront quelques apparitions lors de certaines premières parties. Cependant le public avaient déjà manifesté sa lassitude envers le groupe vis-à-vis de leur arrogance.
Bien sûr la tournée reprend beaucoup d'éléments de la tournée américaine, mais elle est toutefois sensiblement différente car elle a été annoncée comme la dernière tournée sous le nom de Prince et la campagne promotionnelle pour cette tournée indiquait même qu'il s'agissait d'entendre pour la toute dernière fois en live des hits comme Raspberry Beret ce qui bien entendu n'était qu'une technique pour empocher encore un maximum d'argent.
Le show débute toujours par My Name Is Prince mais Prince n'est pas sur scène : c'est Mayte, revêtue d'un long manteau et d'une casquette à chaines, qui mime la chanson devant un public crédule jusqu'au moment où elle laisse apparaitre son bikini rose... 
La tournée a été l'occasion pour Prince de faire valoir son nouveau nom sous la forme du Symbole qui l'a accompagné jusqu'en 2000. La plupart des concerts ont été agrémentés de longs discours sur les maisons de disques, et la volonté de distribuer la musique sans intermédiaire. Ces discours n'amusaient pas du tout le public déjà presque las.
En effet, il s'agit de la sixième tournée européenne de Prince en moins de sept ans, et elle montre le début de sa baisse de popularité : Prince jouera moins de dates dans chaque ville, et souvent dans des salles plus petites.

## Groupe
- Prince — Chant, Guitare et Piano
- Levi Seacer, Jr. — Chant et Guitare
- Sonny T. — Chant, Guitare et Basse
- Morris Hayes — Chant, Clavier et Orgue
- Tommy Barbarella — Clavier
- Michael Bland — Chant, Batterie et Percussions
- The NPG Hornz — Danse
- Mayte — Chant et Danse

## Liste des chansons
- Intro
- "My Name Is Prince"
- "Sexy M.F."
- "The Beautiful Ones"
- "Let's Go Crazy"
- "Kiss"
- "Irresistible Bitch"
- "She's always In My Hair"
- "Raspberry Beret"
- "Sometimes It Snows In April"
- "The Cross"
- "Sign o' the Times"
- "Purple Rain"
- "Thunder"
- "When Doves Cry"
- "And God Created Woman"
- "Little Red Corvette"
- "Strollin'"
- "Scandalous!"
- "Girls & Boys"
- "7"
- "1999"
- "Baby I'm a Star"
- "America"
- "Come"
- "Endorphinmachine"
- "Peach"
- "Johnny"
- "Dark"
- "Race"

## Dates des concerts
| #  | Date               | Ville                        | Pays        | Salle                            | Audience |
| -- | ------------------ | ---------------------------- | ----------- | -------------------------------- | -------- |
| 1  | 26 juillet 1993    | Birmingham                   | Royaume-Uni | National Indoor Arena            | 6 500    |
| 2  | 27 juillet 1993    | Birmingham                   | Royaume-Uni | National Indoor Arena            | 6 500    |
| 3  | 29 juillet 1993    | Édimbourg                    | Royaume-Uni | Meadowbank Stadium               | 23 000   |
| 4  | 31 juillet 1993    | Londres                      | Royaume-Uni | Wembley Stadium                  | 75 000   |
| 5  | 1er août 1993      | Londres                      | Royaume-Uni | London Forum                     | 2 300    |
| 6  | 1er août 1993      | Sheffield                    | Royaume-Uni | Sheffield Arena                  | 11 000   |
| 7  | 2 août 1993        | Sheffield                    | Royaume-Uni | Sheffield Arena                  | 11 000   |
| 8  | 5 août 1993        | Stockholm                    | Suède       | Globe Arena                      | 8 500    |
| 9  | 6 août 1993        | Göteborg                     | Suède       | Scandinavium                     | 4 500    |
| 10 | 7 août 1993        | Göteborg                     | Suède       | Park Lane                        | 50       |
| 11 | 7 août 1993        | Oslo                         | Norvège     | Oslo Spektrum                    | 15 000   |
| 12 | 9 août 1993        | Bois-le-Duc                  | Pays-Bas    | De Brabanthallen                 | 14 560   |
| 13 | 10 août 1993       | Bois-le-Duc                  | Pays-Bas    | De Brabanthallen                 | 14 560   |
| 14 | 13 août 1993       | Cadix                        | Espagne     | Estadio Ramón de Carranza        | 19 500   |
| 15 | 15 août 1993       | Lisbonne                     | Portugal    | Estadio José Alvalade            | 45 000   |
| 16 | 17 août 1993       | Saint-Jacques-de-Compostelle | Espagne     | Auditorio Monte do Gozo          | 40 000   |
| 17 | 19 août 1993       | Gijón                        | Espagne     | Hipódromo de Las Mestas          | 40 000   |
| 18 | 21 août 1993       | Madrid                       | Espagne     | Plaza de Toros de Las Ventas     | 58 000   |
| 19 | 22 août 1993       | Barcelone                    | Espagne     | Palau Sant Jordi                 | 23 800   |
| 20 | 23 août 1993       | Barcelone                    | Espagne     | Estandard                        | 250      |
| 21 | 25 août 1993       | Vienne                       | Autriche    | Donauinsel                       | 16 000   |
| 22 | 26 août 1993       | Vienne                       | Autriche    | Technisches Museum               | 210      |
| 23 | 27 août 1993       | Munich                       | Allemagne   | Flughafen Riem                   | 65 000   |
| 24 | 28 août 1993       | Munich                       | Allemagne   | Terminal 2                       | 150      |
| 25 | 28 août 1993       | Wegberg                      | Allemagne   | Flugplatz Wildenrath             | 70 000   |
| 26 | 29 août 1993       | Zurich                       | Suisse      | Hardturm Stadion                 | 38 000   |
| 27 | 30 août 1993       | Zurich                       | Suisse      | Kaufleuten                       | 1 200    |
| 28 | 31 août 1993       | Paris                        | France      | Palais omnisports de Paris-Bercy | 16 500   |
| 29 | 1er septembre 1993 | Paris                        | France      | Palais omnisports de Paris-Bercy | 16 500   |
| 30 | 1er septembre 1993 | Paris                        | France      | Rex Club                         | 600      |
| 31 | 3 septembre 1993   | Lunebourg                    | Allemagne   | Flugplatz                        | 40 000   |
| 32 | 4 septembre 1993   | Gand                         | Belgique    | Flanders Expo                    | 10 000   |
| 33 | 5 septembre 1993   | Bruxelles                    | Belgique    | The Mirano                       | 1 000    |
| 34 | 5 septembre 1993   | Mayence                      | Allemagne   | Aéroport de Mainz-Finthen        | 20 000   |
| 35 | 7 septembre 1993   | Londres                      | Angleterre  | BBC Broadcasting House           | 300      |
| 36 | 7 septembre 1993   | Londres                      | Angleterre  | Wembley Arena                    | 12 500   |
| 37 | 8 septembre 1993   | Londres                      | Angleterre  | Bagley's Warehouse               | 3 000    |